# Sus scrofa algira
Sus scrofa algira — мелкий подвид кабана, обитающий в Северной Африке, включая Марокко, Алжир и Тунис. Они служили добычей для вымерших и ныне живущих хищников Атласских гор, таких как полосатые гиены, атласские медведи, берберийские леопарды и берберийские львы.
Генетически Sus scrofa algira тесно связан с европейскими дикими кабанами. Предполагается, что он прибыл в Северную Африку из Европы через Гибралтарский пролив либо естественным путем, либо при помощи людей примерно в позднем плейстоцене, когда расстояние между двумя массивами суши было меньше, между ними находились острова, а океанские течения были спокойнее.